# Gijsbert van Tienhoven
Gijsbert van Tienhoven (De Werken, 12 februari 1841 – Bentveld, 10 oktober 1914) was een Nederlandse liberale politicus uit de tweede helft van de negentiende eeuw. Hij was voorzitter van de ministerraad (premier) van 1891 tot 1894.

## Levensloop
Gijsbert van Tienhoven werd geboren in De Werken in de gemeente De Werken en Sleeuwijk in Noord-Brabant als achtste kind in een gezin van dertien kinderen en telg uit het geslacht Van Tienhoven. Zijn moeder was Christina Klazina van den Boogaard (1806-1864). Vier kinderen gingen studeren, een van hen werd hofarts van koningin Emma.
Op 28-jarige leeftijd werd Van Tienhoven benoemd tot hoogleraar rechten aan het Athenaeum Illustre, de voorganger van de Universiteit van Amsterdam (UvA). Ook werd hij wethouder van financiën van Amsterdam. Hij zorgde er als commissaris van de Bouwmaatschappij tot verkrijging van eigen woningen voor, dat met steun van de gemeente de eerste arbeidershuizen in Amsterdam werden gebouwd: de zogenaamde dubbeltjeswoningen.
Na lid van de Tweede Kamer te zijn geweest werd Van Tienhoven burgemeester van Amsterdam (1880-1891). In 1886 liet hij het Palingoproer neerslaan door het leger in te zetten tegen ongewapende burgers. Er vielen 26 doden en 136 gewonden waarvan 36 zwaargewonden. Daarna werd hij lid van de Eerste Kamer en commissaris van de Koningin in Noord-Holland. Koningin-regentes Emma had een hoge dunk van hem en toen de liberalen in 1891 de verkiezingen wonnen, stelde ze Van Tienhoven aan als formateur.
Het door hem geleide kabinet-Van Tienhoven struikelde over het kiesrechtvraagstuk. Van Tienhoven kwam daarna in conflict met Johannes Tak van Poortvliet over de kamerontbinding. Later werd hij Commissaris der Koningin in de provincie Noord-Holland.

## Familie
Van Tienhoven trouwde in 1866 met de twintigjarige Anna Sara Maria Hacke (Loosdrecht, 5 maart 1846 – 10 december 1921), telg uit het geslacht Hacke, en woonde met haar aan de Keizersgracht. Hij overleed op 73-jarige leeftijd in Bentveld (gemeente Zandvoort). Ze hadden negen kinderen, onder wie:
- Conrad Jan (1874-1961), dijkgraaf en hoogheemraad van Amstelland, gehuwd met Frederica, de oudste dochter van Jacob Nienhuys.
- Pieter van Tienhoven (1875-1953), natuurbeschermer en medeoprichter van de Vereniging Natuurmonumenten

Gijsbert van Tienhoven en zijn vrouw Anna liggen in het familiegraf op de begraafplaats Westerveld in Driehuis.
Zijn achterkleinzoon Conrad Jan van Tienhoven (1934-2018) onthulde op 29 november 2002 een borstbeeld van zijn overgrootvader ter gelegenheid van de opening van het (Gijsbert van) Tienhovengebouw in Amsterdam.
Gijsbert van Tienhoven was een oom van schrijfster Christine Boxman.